# Settori del Ruanda

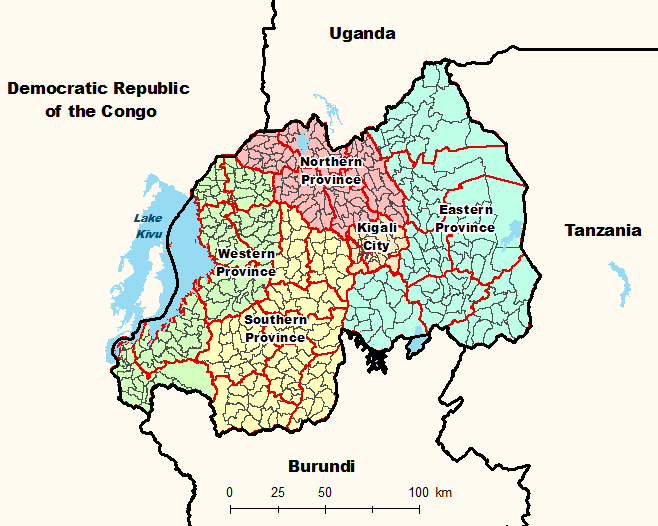
Settori del Ruanda

I settori del Ruanda (Imirenge y’u Rwanda) sono la suddivisione territoriale di terzo livello del Paese, dopo le province e i distretti, e sono pari a 416.

## Provincia Orientale

### Distretto di Bugesera
- Gashora
- Juru
- Kamabuye
- Mareba
- Mayange
- Musenyi
- Mwogo
- Ngeruka
- Ntarama
- Nyamata
- Nyarugenge
- Rilima
- Ruhuha
- Rweru
- Shyara

### Distretto di Gatsibo
- Gasange
- Gatsibo
- Gitoki
- Kabarore
- Kageyo
- Kiramuruzi
- Kiziguro
- Muhura
- Murambi
- Ngarama
- Nyagihanga
- Remera
- Rugarama
- Rwimbogo

### Distretto di Kayonza
- Gahini
- Kabare
- Kabarondo
- Mukarange
- Murama
- Murundi
- Mwiri
- Ndego
- Nyamirama
- Rukara
- Ruramira
- Rwinkwavu

### Distretto di Kirehe
- Gahara
- Gatore
- Kigarama
- Kigina
- Kirehe
- Mahama
- Mpanga
- Musaza
- Mushikiri
- Nasho
- Nyamugari
- Nyarubuye

### Distretto di Ngoma
- Gashanda
- Jarama
- Karembo
- Kazo
- Kibungo
- Mugesera
- Murama
- Mutenderi
- Remera
- Rukira
- Rukumberi
- Rurenge
- Sake
- Zaza

### Distretto di Nyagatare
- Gatunda
- Karama
- Karangazi
- Katabagemu
- Kiyombe
- Matimba
- Mimuri
- Mukama
- Musheri
- Nyagatare
- Rukomo
- Rwempasha
- Rwimiyaga
- Tabagwe

### Distretto di Rwamagana
- Fumbwe
- Gahengeri
- Gishari
- Karenge
- Kigabiro
- Muhazi
- Munyaga
- Munyiginya
- Musha
- Muyumbu
- Mwulire
- Nyakaliro
- Nzige
- Rubona

## Provincia Settentrionale

### Distretto di Burera
- Bungwe
- Butaro
- Cyanika
- Cyeru
- Gahunga
- Gatebe
- Gitovu
- Kagogo
- Kinoni
- Kinyababa
- Kivuye
- Nemba
- Rugarama
- Rugendabari
- Ruhunde
- Rusarabuye
- Rwerere

### Distretto di Gakenke
- Busengo
- Coko
- Cyabingo
- Gakenke
- Gashenyi
- Janja
- Kamubuga
- Karambo
- Kivuruga
- Mataba
- Minazi
- Mugunga
- Muhondo
- Muyongwe
- Muzo
- Nemba
- Ruli
- Rusasa
- Rushashi

### Distretto di Gicumbi
- Bukure
- Bwisige
- Byumba
- Cyumba
- Giti
- Kageyo
- Kaniga
- Manyagiro
- Miyove
- Mukarange
- Muko
- Mutete
- Nyamiyaga
- Nyankenke
- Rubaya
- Rukomo
- Rushaki
- Rutare
- Ruvune
- Rwamiko
- Shangasha

### Distretto di Musanze
- Busogo
- Cyuve
- Gacaca
- Gashaki
- Gataraga
- Kimonyi
- Kinigi
- Muhoza
- Muko
- Musanze
- Nkotsi
- Nyange
- Remera
- Rwaza
- Shingiro

### Distretto di Rulindo
- Base
- Burega
- Bushoki
- Buyoga
- Cyinzuzi
- Cyungo
- Kinihira
- Kisaro
- Masoro
- Mbogo
- Murambi
- Ngoma
- Ntarabana
- Rukozo
- Rusiga
- Shyorongi
- Tumba

## Provincia Occidentale

### Distretto di Karongi
- Bwishyura
- Gishari
- Gishyita
- Gitesi
- Mubuga
- Murambi
- Murundi
- Mutuntu
- Rubengera
- Rugabano
- Ruganda
- Rwankuba
- Twumba

### Distretto di Ngororero
- Bwira
- Gatumba
- Hindiro
- Kabaya
- Kageyo
- Kavumu
- Matyazo
- Muhanda
- Muhororo
- Ndaro
- Ngororero
- Nyange
- Sovu

### Distretto di Nyabihu
- Bigogwe
- Jenda
- Jomba
- Kabatwa
- Karago
- Kintobo
- Mukamira
- Muringa
- Rambura
- Rugera
- Rurembo
- Shyira

### Distretto di Nyamasheke
- Bushekeri
- Bushenge
- Cyato
- Gihombo
- Kagano
- Kanjongo
- Karambi
- Karengera
- Kirimbi
- Macuba
- Mahembe
- Nyabitekeri
- Rangiro
- Ruharambuga
- Shangi

### Distretto di Rubavu
- Bugeshi
- Busasamana
- Cyanzarwe
- Gisenyi
- Kanama
- Kanzenze
- Mudende
- Nyakiriba
- Nyamyumba
- Nyundo
- Rubavu
- Rugerero

### Distretto di Rusizi
- Bugarama
- Butare
- Bweyeye
- Gashonga
- Giheke
- Gihundwe
- Gikundamvura
- Gitambi
- Kamembe
- Muganza
- Mururu
- Nkanka
- Nkombo
- Nkungu
- Nyakabuye
- Nyakarenzo
- Nzahaha
- Rwimbogo

### Distretto di Rutsiro
- Boneza
- Gihango
- Kigeyo
- Kivumu
- Manihira
- Mukura
- Murunda
- Musasa
- Mushonyi
- Mushubati
- Nyabirasi
- Ruhango
- Rusebeya

## Provincia Meridionale

### Distretto di Gisagara
- Gikonko
- Gishubi
- Kansi
- Kibirizi
- Kigembe
- Mamba
- Muganza
- Mugombwa
- Mukingo
- Musha
- Ndora
- Nyanza
- Save

### Distretto di Huye
- Gishamvu
- Huye
- Karama
- Kigoma
- Kinazi
- Maraba
- Mbazi
- Mukura
- Ngoma
- Ruhashya
- Rusatira
- Rwaniro
- Simbi
- Tumba

### Distretto di Kamonyi
- Gacurabwenge
- Karama
- Kayenzi
- Kayumbu
- Mugina
- Musambira
- Ngamba
- Nyamiyaga
- Nyarubaka
- Rugarika
- Rukoma
- Runda

### Distretto di Muhanga
- Cyeza
- Kabacuzi
- Kibangu
- Kiyumba
- Muhanga
- Mushishiro
- Nyabinoni
- Nyamabuye
- Nyarusange
- Rongi
- Rugendabari
- Shyogwe

### Distretto di Nyamagabe
- Buruhukiro
- Cyanika
- Gasaka
- Gatare
- Kaduha
- Kamegeri
- Kibirizi
- Kibumbwe
- Kitabi
- Mbazi
- Mugano
- Musange
- Musebeya
- Mushubi
- Nkomane
- Tare
- Uwinkingi

### Distretto di Nyanza
- Busasamana
- Busoro
- Cyabakamyi
- Kibirizi
- Kigoma
- Mukingo
- Muyira
- Ntyazo
- Nyagisozi
- Rwabicuma

### Distretto di Nyaruguru
- Busanze
- Cyahinda
- Kibeho
- Kivu
- Mata
- Muganza
- Munini
- Ngera
- Ngoma
- Nyabimata
- Nyagisozi
- Ruheru
- Ruramba
- Rusenge

### Distretto di Ruhango
- Bweramana
- Byimana
- Kabagali
- Kinazi
- Kinihira
- Mbuye
- Mwendo
- Ntongwe
- Ruhango

## Provincia di Kigali

### Distretto di Gasabo
- Bumbogo
- Gatsata
- Gikomero
- Gisozi
- Jabana
- Jali
- Kacyiru
- Kimihurura
- Kimiromko
- Kinyinya
- Ndera
- Nduba
- Remera
- Rusororo
- Rutunga

### Distretto di Kicukiro
- Gahanga
- Gatenga
- Gikondo
- Kagarama
- Kanombe
- Kicukiro
- Kigarama
- Masaka
- Niboye
- Nyarugunga

### Distretto di Nyarugenge
- Gitega
- Kanyinya
- Kigali
- Kimisagara
- Mageragere
- Muhima
- Nyakabanda
- Nyamirambo
- Nyarugenge
- Rwezamenyo

## Omonimie
- Busasamana: Nyanza e Rubavu
- Cyanika: Burera e Nyamagabe
- Kageyo: Gatsibo, Gicumbi e Ngororero
- Karama: Huye, Kamonyi e Nyagatare
- Kibirizi: Gisagara, Nyamagabe e Nyanza
- Kigarama: Kicukiro e Kirehe
- Kigoma: Huye e Nyanza
- Kinazi: Huye e Ruhango
- Kinihira: Ruhango e Rulindo
- Mbazi: Huye e Nyamagabe
- Muganza: Gisagara, Nyaruguru e Rusizi
- Mukarange: Gicumbi e Kayonza
- Mukingo: Gisagara e Nyanza
- Muko: Gicumbi e Musanze
- Mukura: Provincia Meridionale e Provincia Occidentale
- Murama: Kayonza e Ngoma
- Murambi: Gatsibo, Karongi e Rulindo
- Murundi: Karongi e Kayonza
- Musha: Gisagara e Rwamagana
- Nemba: Burera e Gakenke
- Ngoma: Huye, Nyaruguru e Rulindo
- Nyagisozi: Nyanza e Nyaruguru
- Nyamiyaga: Gicumbi e Kamonyi
- Nyange: Musanze e Ngororero
- Nyarugenge: Bugesera e Nyarugenge
- Remera: Gasabo, Gatsibo, Musanze e Ngoma
- Rugarama: Burera e Gatsibo
- Ruhango: Ruhango e Rutsiro
- Rukomo: Gicumbi e Nyagatare
- Rwimbogo: Gatsibo e Rusizi
- Tumba: Huye e Rulindo

Inoltre, dal settore di Butare occorre distinguere la località di Butare, mentre dal settore di Kigali occorre distinguere la città di Kigali.